# 比切瓦
49°45′2″N 27°46′40″E / 49.75056°N 27.77778°E
比切瓦（烏克蘭語：Бичева）是烏克蘭北部的村莊，隸屬日托米爾州的日托米爾區。該村面積23.88平方公里，海拔高度272米，2001年人口681，人口密度每平方公里28.51人。